# Burmagomphus campestris
Burmagomphus campestris är en trollsländeart som först beskrevs av James George Needham 1930.  Burmagomphus campestris ingår i släktet Burmagomphus och familjen flodtrollsländor. Inga underarter finns listade i Catalogue of Life.